# 김혜경 (육상 선수)
김혜경(1993년 3월 9일~)은 조선민주주의인민공화국의 장거리달리기 선수이다. 2015년 아시아 마라톤 선수권 대회에서 금메달을 획득했다.